# Ortalis leucogastra
La ciacialaca panciabianca (Ortalis leucogastra) è una specie di uccello della famiglia Cracidae. Si trova in Costa Rica, El Salvador, Guatemala, Honduras, Messico e Nicaragua. I suoi habitat naturali sono le foreste secche di latifoglie tropicali e subtropicali, le foreste pluviali di latifoglie tropicali e subtropicali e le foreste fortemente degradate.